# Ñu Guazú (Asunción)
Ñu Guazú es un barrio de la ciudad de Asunción, capital de Paraguay.
Es el barrio menos poblado de la ciudad, con 16 habitantes según el censo del 2002 de la DGEEC. Esto debido a que el 95% del mismo es cubierto por el Parque Guasú Metropolitano.

## Características
El barrio está cubierto completamente por el Parque Guasú Metropolitano, propiedad del Ministerio de Obras Públicas y Comunicaciones; y el Club de Suboficiales de las FF.AA. de la Nación.

## Clima
Clima subtropical, la temperatura media es de 28 °C en el verano y 17 °C en el invierno. Vientos predominantes del norte y sur. El promedio anual de precipitaciones es de 1700 mm

## Límites
El barrio tiene como limitantes a la Avda. Madame Lynch, la Autopista Ñu Guazú, el arroyo Ytay y la Avda. Aviadores del Chaco
Sus límites son:
- Al norte: el barrio Loma Pytá.

- Al sur el barrio Ytay.

- Al este la ciudad del Luque.

- Al oeste los barrios Mbocayaty y Salvador del Mundo.

## Vías y Medios de Comunicación
Las principales vías de comunicación son las avenidas Aviadores del Chaco, Madame Lynch, y la Autopista Ñu Guasú.